# Wymysłów (przystanek kolejowy)
Wymysłów – dawny przystanek kolejki wąskotorowej w Karczmiskach Drugich, w gminie Karczmiska, w powiecie opolskim, w województwie lubelskim.